# ステート・カレッジ・スパイクス
ステート・カレッジ・スパイクス（State College Spikes）は、アメリカ合衆国ペンシルベニア州ステートカレッジに本拠地を置く大学野球チーム。2021年からはMLBを目指す大学生によるサマーリーグであるMLBドラフトリーグのチームとして活動している。
かつてはマイナーリーグのプロ野球チームでニューヨーク・ペンリーグに所属していた。